# Kuba (jídlo)
Kuba, také znám jako houbový kuba či staročeský kuba, je tradiční české jídlo, jehož základem jsou kroupy a houby (zejména stroček trubkovitý). Podává se především jako polední jídlo na Štědrý den, protože se podle zvyku nemá jíst do štědrovečerní večeře maso.

## Příprava

### Základní postup
Kroupy se omyjí ve vodě. V hrnci se orestuje cibule, přidají se do ní kroupy a směs se osolí. Vše se zalije vodou a nechá se vařit do změknutí krup. Poté se na vymaštěný pekáč dají kroupy s cibulí a 15 minut dušené sušené houby. Může se přidat i nadrcený česnek. Po dvaceti minutách pečení je kuba hotový.

### Další způsob (východočeský)
Uvařené kroupy se smíchají se sušenými (namočenými a posléze uvařenými) houbami, přidají se čerstvé škvarky, drcený česnek, sůl, pepř, kmín a majoránka; může se domastit sádlem. Směs se dá zapéct do sádlem vymaštěného pekáče.

### Varianty
Kuba se připravuje také v několika obměnách. 
- Nejznámější je rýžový kuba. Jak název napovídá, místo krup se používá rýže.
- Existuje i varianta bramborová, kde se používají brambory